# Okręty podwodne typu B1
Okręty podwodne typu B1 – japońskie okręty podwodne dalekiego zasięgu z okresu drugiej wojny światowej. Okręty od pierwszej jednostki serii znane są także jako typ I-15. Łącznie zbudowano dwadzieścia jednostek tego typu.

## Historia
Prace nad oceanicznym okrętem podwodnym zdolnym do przenoszenia jednego samolotu rozpoczęły się w Japonii w połowie lat 30. Budowa pierwszej jednostki, która otrzymała oznaczenie "I-15", rozpoczęła się w 1937 roku. Okręt zwodowano 7 marca 1939 roku, wcielono do służby – 30 września 1940 roku. Zbudowano dwadzieścia jednostek tego typu, co czyniło z nich najliczniejszą serię okrętów podwodnych używanych przez Japonię podczas drugiej wojny światowej. 
Okręty tego typu charakteryzowały się dużym zasięgiem, prędkością, silnym uzbrojeniem i możliwością przenoszenia jednego samolotu w hangarze tuż przed kioskiem okrętu. Samolot startował z okrętu za pomocą katapulty. W czasie wojny na kilku okrętach usunięto hangar, zastępując go działem kalibru 140 milimetrów. Dwa okręty przebudowano na nosicieli żywych torped wyposażonych w cztery pojazdy typu Kaiten. W początkowym okresie wojny jednostki tego typu odnosiły znaczne sukcesy, jednak wraz z rozbudową amerykańskiego potencjału ZOP zaczęły być skutecznie zwalczane. Poza "I-36" wszystkie okręty tego typu zostały utracone podczas wojny.